# Prélude et fugue en si mineur (BWV 869)
Le Clavier bien tempéré I
Pour un article plus général, voir Le Clavier bien tempéré.
Vous lisez un « bon article » labellisé en 2020.
Le prélude et fugue en si mineur (BWV 869) est le 24e et dernier couple de préludes et fugues du premier livre du Clavier bien tempéré de Jean-Sébastien Bach, compilé vers 1722.
Pour couronner son ouvrage, le compositeur place un diptyque de grande ampleur à même de déployer son art contrapuntique et démontrer musicalement que toutes les tonalités peuvent être jouées sur un clavier, grâce à un accord tempéré.
Le prélude est un mouvement de sonate en trio à trois voix de facture coréllienne, évoquant une prière. La fugue à quatre voix est une sorte d'immense méditation à la gravité d'autres œuvres, telles les Passions. L'œuvre entière est citée en exemple par Kirnberger dans son traité de l'harmonie publié en 1773. Elle est l'objet de transcriptions diverses pour quatuor et quintette à cordes ou pour orchestre.
Les deux cahiers du Clavier bien tempéré sont considérés comme une référence par nombre de compositeurs et de pédagogues. D'abord recopiés par les musiciens, puis édités au début du XIXe siècle, outre le plaisir musical du mélomane, ils servent depuis le XVIIIe siècle à l'étude de la pratique du clavier et à l'art de la composition.

## Contexte
Le Clavier bien tempéré est tenu pour l'une des plus importantes œuvres de la musique classique. Elle est considérée comme une référence par Joseph Haydn, Mozart, Beethoven, Robert Schumann, Frédéric Chopin, Richard Wagner, César Franck, Max Reger, Gabriel Fauré, Claude Debussy, Maurice Ravel, Igor Stravinsky, Charles Koechlin et bien d'autres, interprètes ou admirateurs. Hans von Bülow la considérait non seulement comme un monument précieux, mais la qualifiait d’Ancien Testament, aux côtés des trente-deux sonates de Beethoven, le Nouveau Testament. 
Les partitions, non publiées du vivant de l'auteur, se transmettent d'abord par des manuscrits, recopiées entre musiciens (enfants et élèves de Bach, confrères…) jusqu'à la fin du XVIIIe siècle avec déjà un succès considérable. Grâce à l'édition, dès le début du XIXe siècle, leur diffusion s'élargit. Elles trônent sur les pupitres des pianistes amateurs et musiciens professionnels, et se donnent au concert, comme Chopin qui en joue pour lui-même une page, avant ses apparitions publiques. L'œuvre est utilisée dès Bach et jusqu'à nos jours, pour la pratique du clavier mais également pour l'enseignement de l'art de la composition ou de l'écriture de la fugue. La musique réunie dans ces pages est donc éducative, mais également plaisante, notamment par la variété, la beauté et la maîtrise de son matériau.
Chaque cahier est composé de vingt-quatre diptyques (préludes et fugues) qui explorent toutes les tonalités majeures et mineures dans l'ordre de l'échelle chromatique. Le terme « tempéré » (Gamme tempérée) se rapporte à l'accord des instruments à clavier, qui pour moduler dans des tons éloignés, nécessite de baisser les quintes (le ré bémol se confondant avec le do dièse), comme les accords modernes. Ainsi l'instrument peut jouer toutes les tonalités. Bach exploite donc de nouvelles tonalités quasiment inusitées de son temps, ouvrant de nouveaux horizons harmoniques.
Les préludes sont inventifs, parfois proches de l'improvisation, reliée à la tradition de la toccata, de l'invention ou du prélude arpégé. Les fugues n'ont rien de la sécheresse de la forme, que Bach rend expressive. Elles embrassent un riche éventail de climats, d'émotions, de formes et de structures qui reflètent tour à tour la joie, la sérénité, la passion ou la douleur et où l'on trouve tout un monde vibrant d'une humanité riche et profonde. Certaines contiennent plusieurs procédés (strette, renversement, canons, etc.), d'autres non, dans une grande liberté et sans volonté de systématisme, ce qu'il réserve à son grand œuvre contrapuntique, L'Art de la fugue, composé entièrement dans une seule tonalité, le ré mineur.

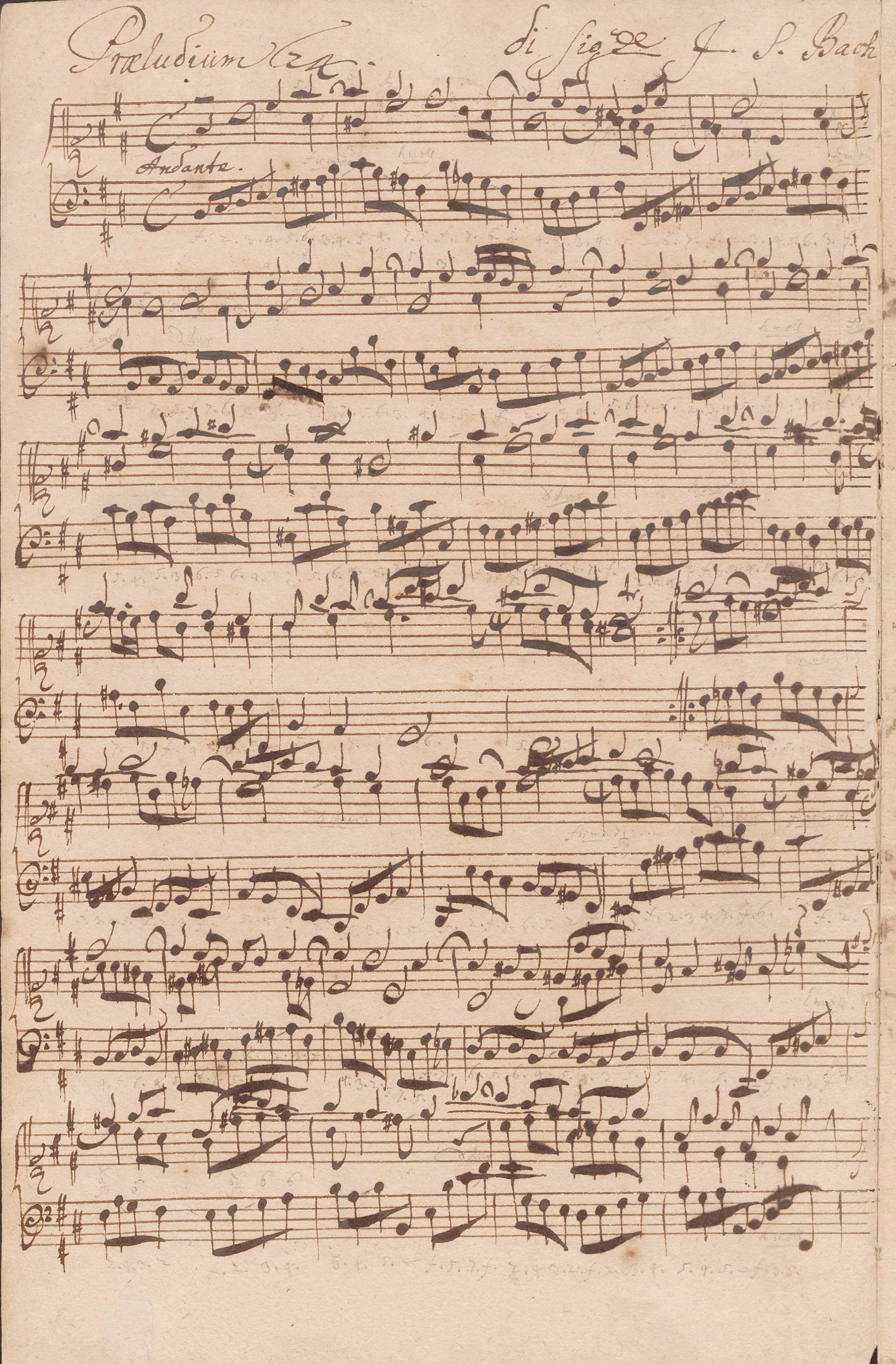
Prélude en si mineur, BWV 869. Copie de Bernhard Christian Kayser vers 1723–1725 (Bibliothèque d'État de Berlin, manuscrit P 401).

## Prélude
Le prélude, noté , comporte 47 mesures.
C'est une pièce mystique, évoquant une prière, qui sonne très bien à l'orgue. Elle est à trois voix : les deux voix supérieures tissent leurs mélodies, tandis que la basse les accompagne calmement en « croches à l'italienne » qu'on aurait tort de « piquer ». Le prélude est de forme binaire, le seul du recueil. Les deux parties sont d'inégales longueurs (17 et 30 mesures) et il n'y a pas de réexposition dans la seconde. Ce schéma sera repris plusieurs fois dans le second livre, mais sans l'association avec les sonates en trio des quatre premiers opus de Corelli. En revanche Bach réutilise le motif en quarte en diminution, passant des noires aux croches avant de revenir aux noires (voir exemple).
Le mouvement indiqué par Bach Andante dans le manuscrit P 415, soit en 1742 soit plus tard (ne doit pas être pris dans son sens romantique, plus rapide), est un tempo tranquille ( = 69 environ), équivalent à Moderato.

À la reprise, réduction du motif en quarte.

Bach relie subtilement le prélude diatonique au sujet chromatique de sa fugue, en précipitant la coda dans le caractère angoissé des intervalles diminués (à partir de la mesure 42 et croches du soprano, mesure 46),.

## Fugue
Impossible de compiler le fichier d’entrée LilyPond :

```

```

La fugue, à quatre voix, notée , est longue de 76 mesures.
Le premier livre du Clavier bien tempéré se termine par un chef-d'œuvre. Par son importance, cette fugue — indépendamment de sa tonalité — n'aurait pas pu être placée ailleurs, tant est patent le sentiment de finalité voulu par Bach : la pièce est conçue comme un couronnement du premier livre.
Elle rejoint, par sa grandeur et sa gravité, d'autres œuvres telles que ses Passions. Le soin apporté à ce couple et particulièrement pour la fugue, transparaît également dans les indications de tempos y figurant (largo pour la fugue), qui ne figurent pas toujours sur les partitions modernes. Ces indications peuvent notamment signaler une association expressive. Le chromatisme de ce sujet le relie à celui de Wagner et l'écriture de la mélodie très anguleuse a clairement influencé Schönberg.
Sur le manuscrit autographe, la première page de la fugue porte un nombre inhabituel de corrections. Ce qui suggère que Bach était encore indécis sur le texte du dernier mouvement de l'œuvre.
Le sujet d'une « extraordinaire modernité », profondément expressif et chargé de tristesse,, est composé de 21 notes en croches qu'encadrent des arpèges descendants. Le sujet est conçu sur des ingrédients traditionnels comme un labyrinthe musical, antithèse de l'hexacorde du sujet en ut majeur, ouvrant le cahier. Le sujet explore les douze degrés de la gamme chromatique, en correspondance évidente avec le principe général qui sous-tend le projet « wohltemperirt » (bien tempéré). Les motifs en soupirs sont soulignés par l'addition de liaisons.
Chez Bach le chromatisme semble avoir plusieurs associations définies, notamment sa possibilité d'exprimer la grande souffrance humaine et plus particulièrement la souffrance du Christ. La tonalité de si mineur, tend à porter des motifs en chiasmes, déjà remarqués dans le sujet de la fugue en ut-dièse mineur et présents dans le prélude (mesure 1, notes 3–6 de l’alto) qui est une forte caractéristique du sujet de la fugue : encadrés par des arpèges descendants vers la tonique au début et vers la dominante à la fin, les quatre groupes de quatre croches répètent la figure en chiasme attachée à la tonalité chez Bach et en sont l'usage le plus élaboré.
On ne peut nier l'utilisation profondément symbolique du si mineur dans sa musique en général — fugue du Kyrie de la Messe en si, la cantate BWV 150, la Sonate pour flûte BWV 1030 — et dans ce prélude et fugue en particulier. Le sujet de la fugue du Kyrie (plus tardif) montre sa parenté, cependant que de l’impressionnant dessin partagé par les deux œuvres, celui de la fugue pour clavier soit moins clair que celui du Kyrie.
Le sujet de la Messe en si :

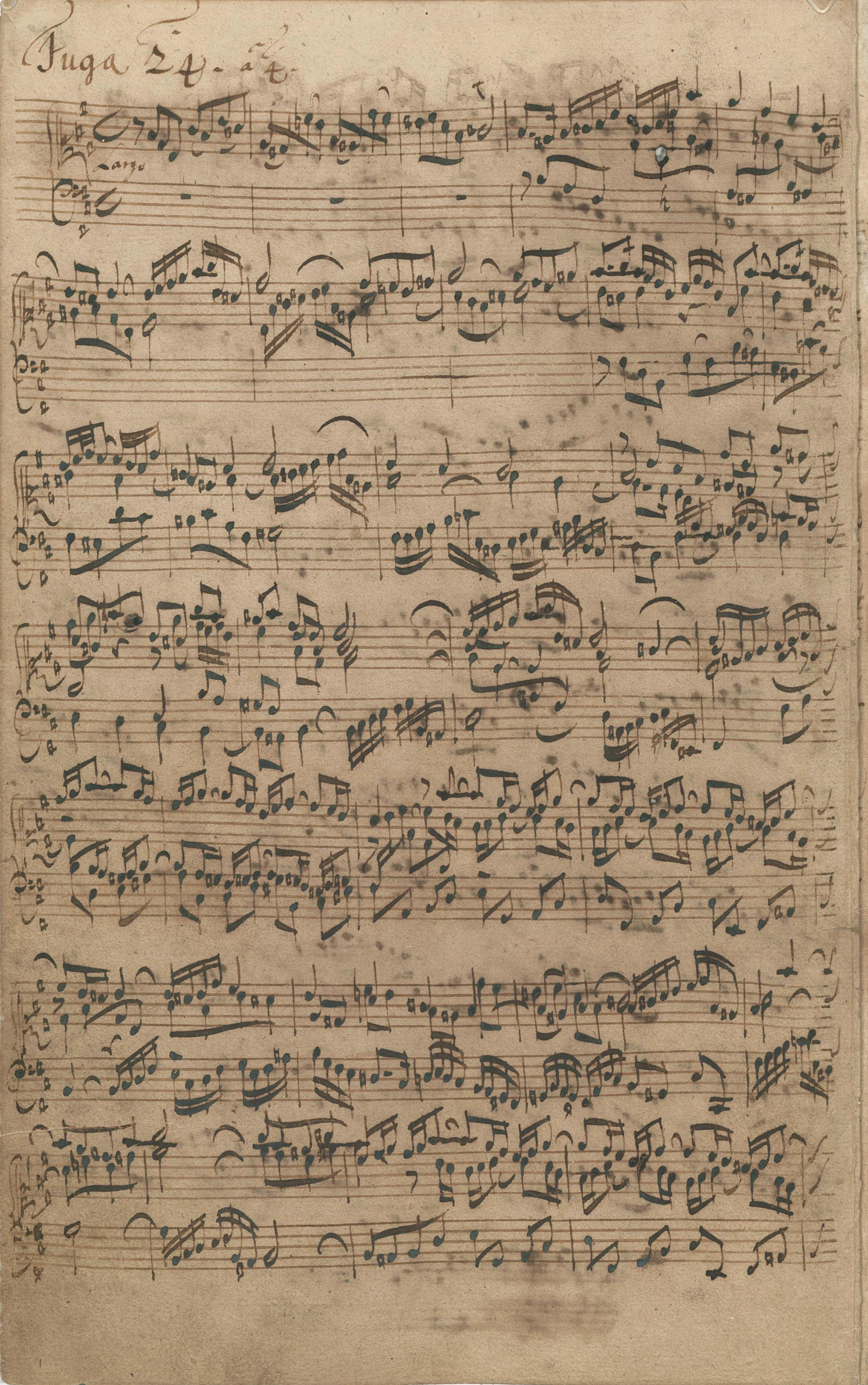
La première page de la fugue en si mineur, BWV 869 de la main de Bach (Bibliothèque d'État de Berlin, manuscrit P 415).

Le sujet de la fugue en si mineur est assorti de plusieurs satellites. D'abord le contre-sujet très sobre, de même humeur, fait de noires descendantes qui provoquent toutes sortes de frottements harmoniques. Mesures 38 et 45, il est raccourci à quatre ou cinq notes.

Un motif de transition vers le contre-sujet (ou tête amovible du contre-sujet), que Bach présente en renversement (mesures 9, 13 et 39) et à d'autres registres.

Enfin un motif servant de coda au contre-sujet. Ce petit élément est chargé de préparer le retour du sujet et le début des divertissements (mesures 12, 15–16, 24–25, 33, 46—47).

Les subtilités contrapuntiques jouent peu de rôle dans l'œuvre.
Dans le second divertissement, le sujet est présenté partiellement (ses neuf premières notes), dans de « fausses entrées », avec un décalage d'une mesure, comme une sorte de strette ; à deux voix, alto, soprano (mesure 34), puis à trois voix, soprano, alto, basse (mesure 41) et avant l'entrée du sujet complet au ténor (mesure 44). Mêmes entrées avant (mesure 69) et après (mesure 74), la dernière entrée de la basse (mesure 70). Ce procédé de « fausses entrées » est nouveau et n’a pas encore été rencontré dans le recueil.
Tout comme la fugue en la mineur, celle-ci pose une seconde fois dans le recueil le problème des doigtés problématiques et des croisements de voix.

## Origine, genèse et relations
Bien que les deux pièces peuvent avoir été composées dans d'autres tonalités que si mineur, il est presque certain cependant que la date de composition soit proche de 1722 — année qui a vu naître la fugue en si mineur BWV 951, sur un sujet extrait de la Sonate en trio op. 1 de Tomaso Albinoni, qui offre quelques similitudes avec la fugue en si mineur.
Le style du prélude — l'écriture en marche de la basse, les retards, la cadence phrygienne de la première section — est en forte corrélation avec les sonates en trio de Corelli, notamment le Preludio grave de l'opus 4 no 2 (1694), avec un traitement plus rigoureux que son modèle,. Il est probable qu'une ancienne version s'arrêtait à la seizième mesure et qu'en développant l'œuvre Bach a ajouté à la cadence d'origine une cadence phrygienne. Dans la seconde partie la texture est soudainement plus dense après la double barre.
Sur une copie manuscrite d'un élève anonyme de Bach des années 1722–1723, le manuscrit P 401 (copié sans doute d'après P 415), figurent les quatorze premières mesures du prélude en si mineur BWV 923, Bach étant peut-être indécis sur celui à utiliser, le prélude BWV 993 étant parfois couplé avec la fugue BWV 951. Étant donné la nature étroitement organisée des préludes du livre I et son intention de démontrer la technique de composition, il est peu probable que Bach ait souhaité conclure la collection avec un prélude en arpèges aussi lâche et impressionnant.
On peut souligner la parenté des mesures 24–25 du prélude, comme l'élément principal des développements de la fugue, (fugue : mesures 19–20).

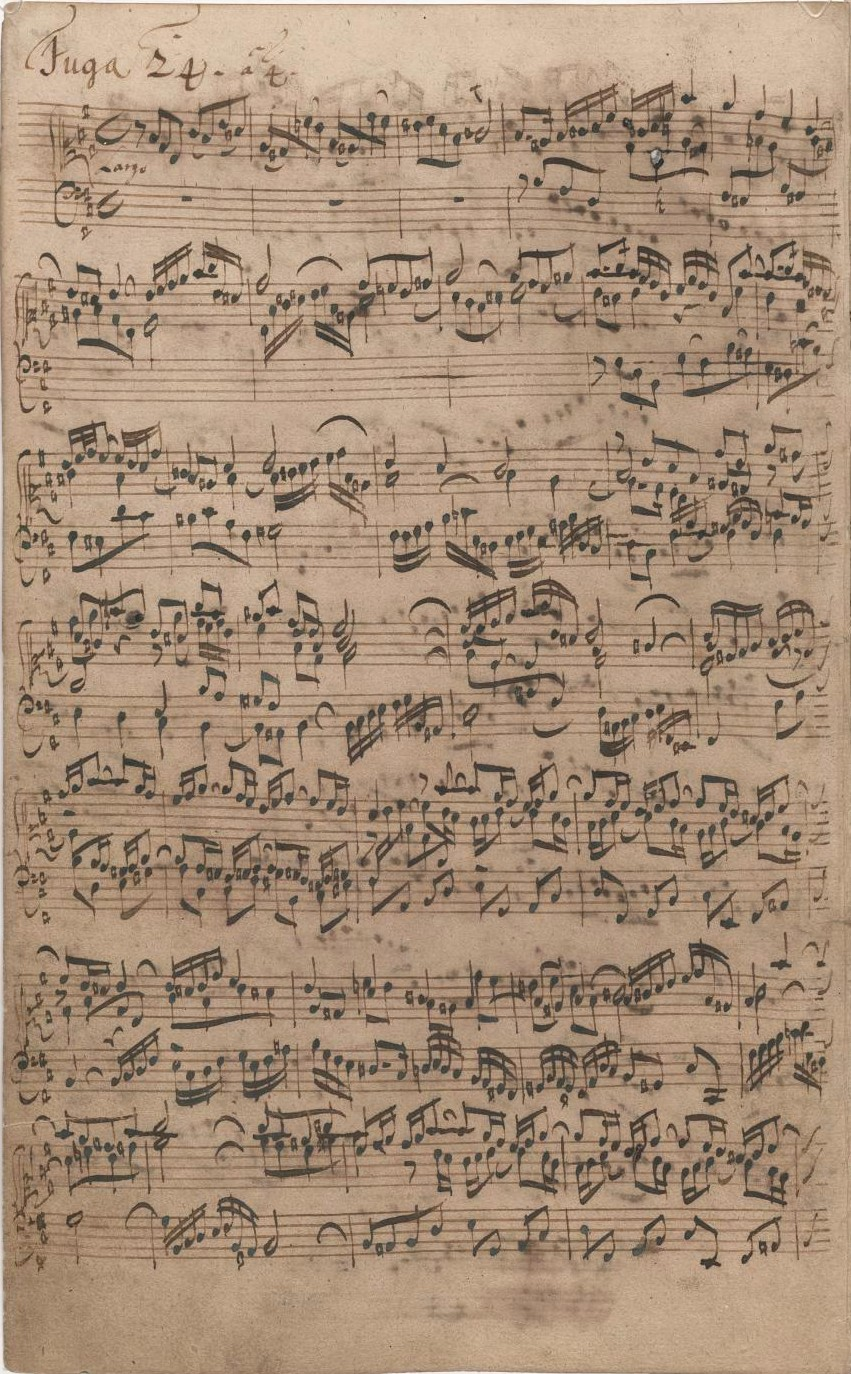
Début de la fugue (Ms. P 415, Berlin).
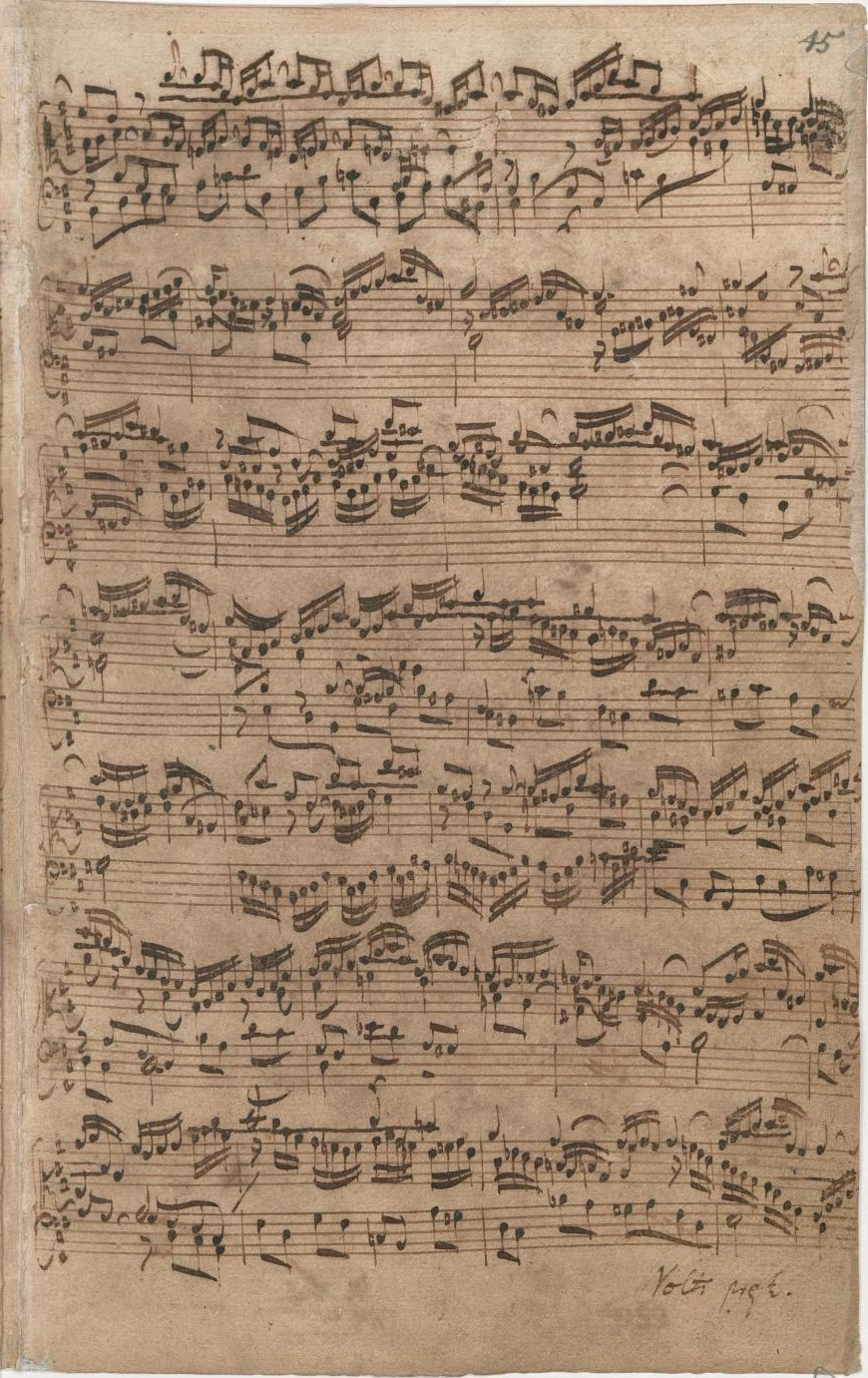
Seconde page de la fugue.

## Postérité
Johann Philipp Kirnberger cite en exemple la fugue dans son traité publié à Berlin en 1773, Die wahren Grundsätze zum Gebrauche der Harmonie (« Les bases véritables de l'utilisation de l'harmonie »).
Emmanuel Alois Förster (1748–1823) a réalisé un arrangement pour quatuor à cordes de la fugue, interprété notamment par le Quatuor Emerson.
Vers 1817, comme exercice contrapuntique préparatoire aux derniers quatuors à cordes (conduite des voix intermédiaires notamment), au second mouvement de la neuvième symphonie et à la sonate Hammerklavier, Beethoven réalise une transcription partielle de l'œuvre pour quatuor à cordes. La partition porte le numéro de catalogue Hess 35,.
Théodore Dubois en a réalisé une version pour piano à quatre mains, publiée en 1914.
Dans les années 1920, Leopold Stokowski a réalisé un arrangement pour orchestre du prélude, qu'il a enregistré notamment avec l'Orchestre de Philadelphie en mai 1929 (Victor 7316 B),. La basse est figurée de pizzicati par les cordes graves.
Stravinsky a réalisé l'ébauche d'une transcription du prélude pour quintette à cordes avec deux altos, deux ans avant sa mort et en 2006, le compositeur néerlandais Louis Andriessen l'a complétée.